# Neptis nemorum
Neptis nemorum är en fjärilsart som beskrevs av Charles Oberthür 1906. Neptis nemorum ingår i släktet Neptis och familjen praktfjärilar. Inga underarter finns listade i Catalogue of Life.